# Kryzys irański (1946)
Kryzys irański – nieudana próba rozciągnięcia przez ZSRR swojej strefy wpływów na Iran poprzez wsparcie tamtejszych ruchów separatystycznych na przełomie 1945 i 1946 roku.
Po wybuchu II wojny światowej szach Iranu Reza Szah Pahlawi prowadził politykę proniemiecką. Po ataku Niemiec na ZSRR, 25 sierpnia Armia Czerwona od północnego zachodu, a od zachodu i południa wojska brytyjskie dokonały uderzenia na Iran. Skutkiem radziecko-brytyjskiej interwencji było osadzenie na tronie proalianckiego Mohammada Rezy Pahlawiego. ZSRR zapewnił sobie dostawy sprzętu i broni przez terytorium Iranu. W podpisanym w styczniu 1942 roku traktacie trójstronnym Iran otrzymał gwarancję swojej suwerenności i integralności terytorialnej oraz zapewnienie wycofania wojsk radzieckich i brytyjskich w terminie 6 miesięcy od zakończenia wojny. We wrześniu 1943 Iran wypowiedział wojnę III Rzeszy.
Po zakończeniu działań wojennych w 1945 roku Brytyjczycy wycofali się z Iranu, natomiast wojska radzieckie opóźniały swój powrót do kraju. Józef Stalin starał się o uzyskanie dla ZSRR koncesji na wydobywanie ropy naftowej w 5 północnych prowincjach Iranu. Jednocześnie Sowieci usiłowali zapewnić sobie bazę polityczną w Iranie, współpracując z lewicowym ugrupowaniem Tude oraz współtworząc nową Demokratyczną Partię Azerbejdżanu (niechętną Tude).
W grudniu 1945 roku przy poparciu ZSRR i działaczy lewicowych ogłoszono utworzenie separatystycznej Autonomicznej Republiki Azerbejdżanu na czele z Seyidem Cəfərem Pişəvərim. Rząd autonomii zainicjował umiarkowane reformy społeczne, utworzył system powszechnej służby zdrowia, wprowadził pełną kontrolę cen i ustawodawstwo antykorupcyjne. Nakazał również konfiskatę dóbr ziemskich właścicieli, którzy opuścili republikę, i rozdzielenie ich wśród chłopów. Ustanowił również język azerski językiem urzędowym autonomicznej prowincji w miejsce perskiego. W Tebrizie otwarte zostały uniwersytet oraz szereg azerskich instytucji kulturalnych, które pod rządami Rezy Szacha nie mogły funkcjonować. W ich rozwijaniu rząd wspierali nauczyciele, dziennikarze i działacze przybyli z Azerbejdżańskiej SRR. Niektórzy z nich liczyli na to, że terytorium Iranu zamieszkiwane przez Azerów zostanie wcielone do ZSRR. Do utworzenia w ten sposób „Wielkiego Azerbejdżanu” dążył m.in. pierwszy sekretarz Komunistycznej Partii Azerbejdżanu Mir Cəfər Bağırov. Z administracji republiki usunięto osoby pochodzenia nieazerskiego.
22 stycznia 1946 miejscowi separatyści ogłosili natomiast powstanie niezależnej Republiki Kurdyjskiej.
Zaniepokojone ekspansywną polityką radziecką rządy USA i Wielkiej Brytanii zdecydowały się na dyplomatyczną konfrontację i ostatecznie wymogły na Stalinie podpisanie 26 marca 1946 układu, na mocy którego wojska radzieckie ostatecznie opuściły Iran. Politycy partii Tude zostali usunięci z rządu, parlament irański odrzucił ustawę przyznającą ZSRR naftowe koncesje, a separatystyczne republiki Azerów i Kurdów zostały zlikwidowane przez irańskie wojsko.